# Gypsonoma oppressana
Gypsonoma oppressana es una especie de polilla del género Gypsonoma, tribu Eucosmini, familia Tortricidae. Fue descrita científicamente por Treitschke en 1835.
La envergadura es de unos 12–15 milímetros. Se distribuye por Europa: Austria y Alemania.